# Silene herbilegorum
Silene herbilegorum är en nejlikväxtart som först beskrevs av Gilbert François Bocquet, och fick sitt nu gällande namn av Lidén och Oxelman. Silene herbilegorum ingår i släktet glimmar, och familjen nejlikväxter. Inga underarter finns listade i Catalogue of Life.